# NGC 5600
NGC 5600 é uma galáxia espiral (Sc) localizada na direcção da constelação de Boötes. Possui uma declinação de +14° 38' 19" e uma ascensão recta de 14 horas, 23 minutos e 49,3 segundos.
A galáxia NGC 5600 foi descoberta em 17 de Abril de 1784 por William Herschel.